# 高丸 (徳島県)
高丸（たかまる）は、徳島県美馬市とつるぎ町にある山。標高は740.9m。

## 地理
八面山から旧美馬郡貞光町と穴吹町の境界をなしつつ北に延びる尾根上の山。友内山の北方約6kmに位置する。JR徳島線の小島駅の南方約2kmの地点である。東西に横たわる大きな山地の一部をなす。
山名の由来は吉野川流域から眺めた雄大な山容による。登山道は小島から南に向かうほか、いくつも通じている。